# Ufologie
Ne doit pas être confondu avec Urologie.
 (mars 2015).

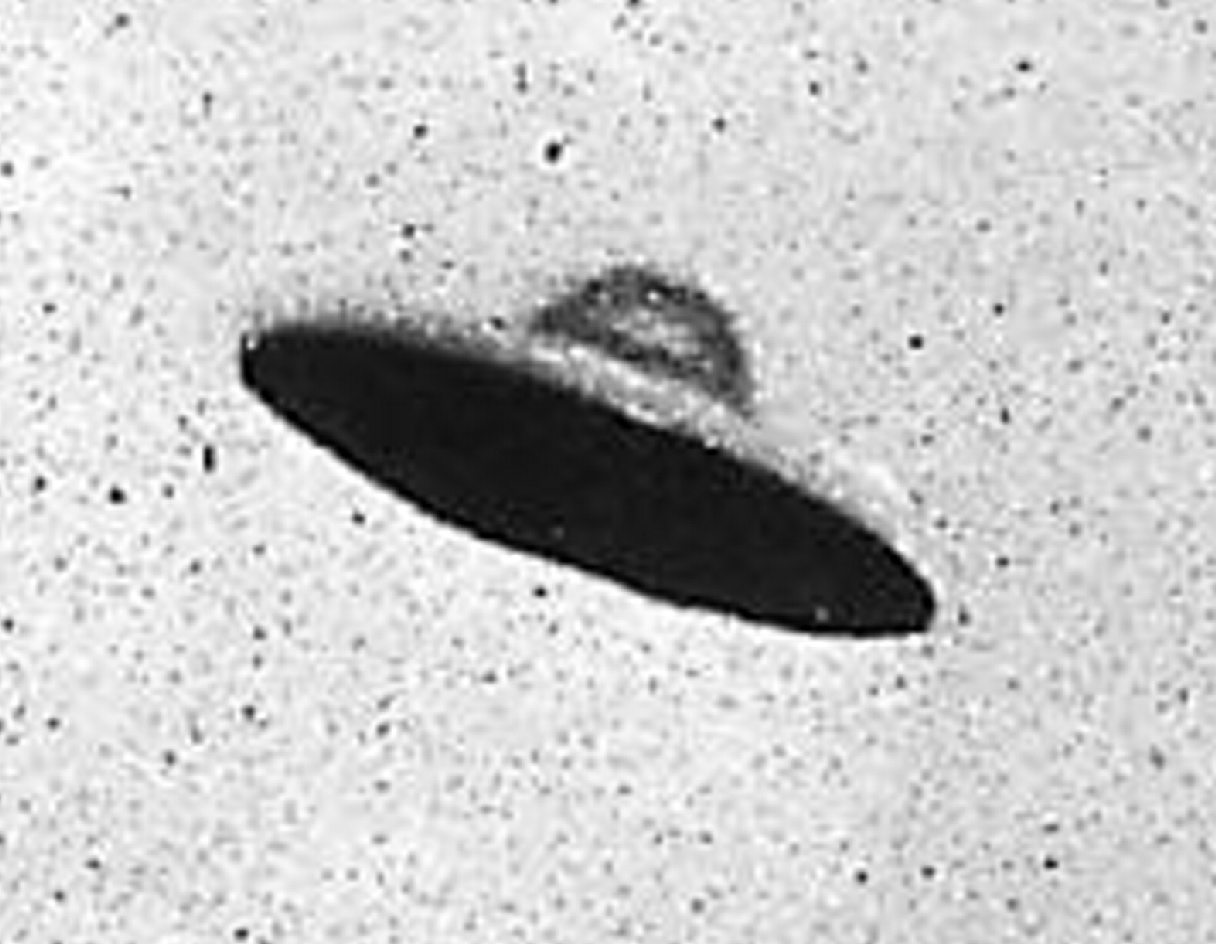
Photo d'un « UFO » à Passaic (New Jersey, États-Unis).

L’ufologie, aussi dénommée ovniologie ou ovnilogie,, est une discipline qui consiste à recueillir, analyser et interpréter les données se rapportant aux phénomènes des objets volants non identifiés (ovnis), par exemple des témoignages oraux ou écrits, des photographies, ou des traces au sol.
Le sigle anglais UFO (pour « unidentified flying object), rendu par « ovni » en français, apparaît dans certains documents de l'armée de l'air des États-Unis dès la fin de l'année 1947 même si de nombreux auteurs attribuent l'invention du terme au capitaine Edward J. Ruppelt (premier directeur du projet Blue Book) en 1952, pour remplacer l'expression populaire de « flying saucer » (« soucoupe volante »). Le terme « UFO » a donné le néologisme ufology, rendu en français par le calque « ufologie ».
Si en France, on parle volontiers d'« ufologues », son équivalent ufologist est peu utilisée en anglais, l'expression utilisée étant surtout celle de UFO researcher (« chercheur sur les ovnis »). Le terme ufologues semble s'être répandu dans les années 1970, au fur et à mesure que les termes « UFO » et « ovni » devenaient largement connus.
L'ufologie se divise en plusieurs « écoles » ou courants. Au départ, dans les années 1950, la plupart des personnes qui seront qualifiées par la suite d'« ufologues » sont de l'avis que les soucoupes volantes (le terme « ovni » commence à se répandre aux États-Unis à partir de 1956 et en France à partir des années 1970) sont d'origine extraterrestre (on dit alors « interplanétaire »). Dans les années 1950, certains amateurs de soucoupes évoquent des théories plus marginales (terre creuse, univers parallèles, etc.). À partir de 1977, un courant sceptique, qui explique les ovnis comme des méprises, fait son apparition. On parle du modèle sociopsychologique du phénomène ovni. Vers la même époque, d'autres auteurs proposent une explication parapsychologique.
Parmi les ufologues se trouvent aussi bien des universitaires que des personnes sans formation particulière,.

## Origine
Certains auteurs comme le sociologue Pierre Lagrange font le lien entre les récits de science-fiction et les témoignages de « soucoupes volantes », arguant que les premiers ont très largement inspiré les seconds non seulement par les romans mais aussi par les bandes dessinées ou les feuilletons radiophoniques voire télévisés,.
D'autres auteurs soutiennent qu'elle est apparue dans les années 1950, à la suite d'une médiatisation de l'observation de Kenneth Arnold et de l'incident de Roswell, le témoignage de l'équipage d'un vol de la compagnie américaine United Airlines rapportant avoir été escorté par neuf objets en forme de disque au-dessus de l'Idaho dans la soirée du 4 juillet 1947 ou la mort du capitaine Mantell, dont l'avion explosa en percutant un ballon-sonde rempli d'hélium et dont le pilote prétendit poursuivre un ovni. L'incident de Roswell n'eut, en 1947, que peu de retentissement, car l'histoire d'occupants trouvés dans les débris ne prit corps que dans les années 1980. La première interprétation du phénomène des soucoupes fut qu'il s'agissait d'engins terrestres secrets (AVNI : arme volante non-identifiée). Dans les années 1950, les livres publiés par George Adamski étaient encore pris au sérieux et n'étaient pas encore considérés par la plupart des observateurs comme des mystifications. L'explication de ces sociologues sera à l'origine du modèle sociopsychologique du phénomène ovni. Bien que le terme soit entré en usage tardivement, la pratique que l'on peut qualifier d'ufologique, apparaît peu après les premières observations de « soucoupes volantes » au cours de l'été 1947. C'est surtout vers 1951, avec la création des premiers groupes d'enquêteurs amateurs, comme la Commission Ouranos en France, l'APRO aux États-Unis, que l'ufologie fait son apparition.
Dès 1947, des groupes que l'on peut qualifier d'occultistes ou de fortéens, et qui existaient avant qu'on ne parle de soucoupes volantes, s'emparent du sujet. C'est le cas du BSRA de Meade Layne (en) ou de la Fortean Society (en), créée dans le sillage de Charles Fort.
Au milieu des années 1950, les groupes spécialisés dans l'étude des soucoupes volantes vont se distinguer en deux courants : un courant dit « mainstream » d'ufologues préoccupés par l'établissement des faits ; un courant dit « soucoupique » qui n'hésite pas à rapprocher les ovnis de tout un folklore alors en plein développement (Hommes en Noir, continents disparus, terre creuse, etc.). Les magazines publiés par Ray Palmer, par Gray Barker, illustrent ce courant. Les activités de groupes américains comme l'Aerial Phenomena Research Organization (en) (APRO), le Comité national d’enquête sur les phénomènes aériens (NICAP), le Civilian Saucer Intelligence (CSI), ou le Groupe d'étude des phénomènes aériens (GEPA) et la revue Lumières dans la Nuit en France, sont représentatifs de l'ufologie stricto sensu.

## Le témoignage en ufologie
Selon le physicien Michel Wautelet, « Le phénomène OVNI repose presque exclusivement sur des témoignages de non scientifiques, où les illusions (notamment d'optique) et les évaluations (de distance, de vitesse) douteuses sont monnaie courante ». Le témoignage pose la question de la réalité de ce qu'il rapporte mais également de sa fiabilité. Les travaux de la psychologue Elisabeth Loftus montrent que notre mémoire est changeante, influençable et qu'il pourrait y avoir distorsion du témoignage en fonction des questions posées par un enquêteur,.

### L'estimation des distances
Beaucoup de cas d'ovnis se basent sur l'estimation des distances faite par le témoin. Le témoin ne possédant aucun instrument de télémesure et sans arrière-plan de référence, ne peut savoir si l'objet est petit et proche ou grand et éloigné.

Pour un observateur situé en O n'estimant pas correctement les distances, mais percevant l'écartement, un objet éloigné et grand (en bleu) peut être perçu comme rapproché et petit (en rose). Voir calcul de l'angle solide.

#### La parallaxe et l'œil humain
La vision humaine possède une faible distance entre les deux yeux et ne peut servir d'instrument de mesure fiable pour estimer des lumières nocturnes. En astronomie, on mesure la distance des astres par la parallaxe annuelle. Des confusions avec la planète Vénus furent répertoriées où l'œil humain ne distingue pas la distance d'avion ou d'aéronef dans l'atmosphère avec celle de planètes ou d'étoiles. L'observation des gendarmes lors de la vague belge d'ovnis résulte selon les sceptiques d'une confusion avec la planète Vénus.

#### Cas particulier d'estimation erronée
Le fameux « Ovni du 23 septembre 1986 », s'avéra en fait être des débris de rentrée dans l'atmosphère d'un météore ou d'un lanceur soviétique. La grande distance entre les débris ignés, conjuguée à la grande distance entre les objets et les témoins, fit croire à ces derniers à un seul objet plus petit à plus petite distance, donc à quelque chose de mystérieux.
Un cas analogue se produisit aux États-Unis le 10 août 1972, où un bolide traversa le ciel selon une trajectoire quasi-horizontale. Ce qui fit dire aux ufologues de la Sobeps : « Et n'ayez surtout pas la mauvaise idée d'y voir plutôt un ovni ».

### L'interaction entre l'enquêteur et le témoin
Les enquêteurs peuvent influencer le témoin (ou le patient) et selon Jacques Scornaux, certains auraient tendance à « souffler les réponses au témoin par la manière de formuler les questions ». Cette influence de l'enquêteur sur le témoin peut augmenter de façon non négligeable le degré d'étrangeté d'un cas[réf. nécessaire]. Ainsi la question « Dans quelle direction s'est déplacé l'objet ? » présuppose qu'il s'agit d'un objet matériel et va renforcer chez le témoin l'idée de matérialité alors que rien ne présageait une telle chose.
Deux astronomes liégeois font remarquer que l'enquêteur est un amateur qui n'a reçu aucune formation spécifique, et qui risque, par ses questions ou ses remarques, d'orienter la déposition du témoin.
Les nouveaux ufologues font remarquer que l'étude du profil psychologique du témoin est négligée par les ufologues.
Une faute élémentaire pratiquée lors de nombreuses enquêtes consiste à interroger les témoins en même temps : le témoignage d'une personne[non neutre] va influencer le groupe dans lequel le témoignage est reçu.

### Le côté subjectif du témoignage
Très souvent il arrive au témoin de donner plus de poids à ce qu'il a vu ou cru voir en amplifiant certaines parties de son récit.
Dans les cas belges des années 1989-1990, on a pu observer le compte-rendu de gendarmes témoins de lumières étranges qu'ils attribuèrent au survol d'un aéronef. Ils prétendirent que « les phares étaient aussi éblouissants que ceux d'un stade de football lorsqu'ils observèrent l'engin, étant eux-mêmes situés au bord d'une route à grande circulation ».
Un journal français suggéra l'exagération de la manière suivante : « Comment se fait-il que le prétendu aéronef ayant survolé une route à grande circulation n'a généré aucun autre témoignage que celui des gendarmes ? On se serait attendu à ce que des centaines d'automobilistes s'arrêtent pour observer un phénomène lumineux aussi important et racontent aux journalistes leur mésaventure. »
L'approche scientifique remet en cause la bonne foi du témoin dans les cas de canular, et elle cherche à essayer de comprendre les événements sans a priori dans tous les cas de figure.

### Les dissemblances entre témoignages d'un même phénomène
Le cas d'ovni le plus connu est celui de Morales-Robert lors de la vague belge d'ovnis. Mme Robert décrit un avion (hublots, feux disposés en triangle, phare d'approche à intensité variable, etc.) alors que Mme Morales donne un récit plus imaginatif pour décrire une sorte d'« engin venu d'ailleurs ». Le responsable du réseau d'enquêtes de la Sobeps tiendra au sujet de ce cas les propos suivants : « D'aucuns s'étonneront peut-être des différences de description données par les deux témoins, alors que ceux-ci assistent côte-à-côte au même événement ». Ce cas sert d'évidence au fait qu'un banal avion sert de stimulus à la richesse imaginative des témoins. Le responsable du réseau d'enquêtes conclut : « Nous savons que de telles divergences ne manquent pas d'émerger en d'autres observations ».

### Description partielle par le témoin
La vague d'ovnis belges est la parfaite illustration d'une description incomplète d'une observation, et cela dans le cadre d'une excitation médiatique faisant croire à Independance Day en novembre 1989. L'hélicoptère d'Ernage fut pris pour une structure triangulaire simplement parce que le témoin ne vit que la structure triangulaire inférieure d'un hélicoptère de type Blackhawk. Le cas de Robertmont où l'hélicoptère Blackhawk est escorté par trois hélicoptères de type Bell n'est pas perçu correctement par le témoin qui parle lui d'une « structure triangulaire » : « Le témoin n'a pas prêté une attention particulière à ce qu'il venait de voir. Ce n'est que le lendemain, prenant connaissance de l'affaire d'Eupen, qu'il réalisa que la structure triangulaire brillamment éclairée en son centre ressemblait à ce que les gendarmes avaient eux-mêmes observés ».

### Conditions particulières du témoignage
Les témoignages de pilotes d'avions supersoniques sont à examiner avec réserve quant à leur contenu, ceux-ci étant soumis au voile noir ou au voile gris, plus propice aux hallucinations.

### La fiabilité du témoignage
Au début du XXe siècle, une mise en scène orchestrée par deux comédiens fut planifiée lors d'un congrès académique à Goettingue. On demanda aux participants du congrès de rédiger leur témoignage. Ils ignoraient que ce drame, joué par deux comédiens, était en fait un test destiné à mesurer la fiabilité du témoignage. Les résultats montrèrent qu'un taux important d'erreurs se glissa dans ces comptes rendus mais aussi que des détails purement inventés y furent ajoutés. Cette expérience montre comment se forment les légendes.

### Difficulté d'entamer une recherche scientifique
Pour le physicien Léon Brenig, « Le scientifique n'est pas habitué à devoir tenir compte de facteurs tels [que] les convictions religieuses, la contagion médiatique, l'auto-suggestion, la duperie ou tout simplement les erreurs d'estimation de paramètres dues au manque de références ou de pratiques ».

## Hypothèses et interprétations
De nombreux sceptiques considèrent que l'ensemble des observations peut être ramené à des éléments prosaïques tels qu'une identification erronée de phénomènes astronomiques, météorologiques ou d'engins humains, à des canulars et à des phénomènes sociopsychologiques (connus ou non) tels que des méprises complexes, des illusions d'optique, un phénomène optique inconnu ou encore une paralysie du sommeil (explication souvent donnée pour les prétendues abductions extraterrestres).
C'est sur ce point précis qui tend à expliquer tous les cas par l'hypothèse sociopsychologique, que certains ufologues et scientifiques contestent les sceptiques en estimant que les enquêtes officielles menées sur le sujet par différents gouvernements n'ont pas permis de déterminer la nature de la totalité des ovnis et invitent à la poursuite des recherches, en particulier vis-à-vis des cas encore inexpliqués, même par l'hypothèse sociopsychologique. Parmi eux on retrouve des scientifiques comme Carl Sagan, Peter A. Sturrock, J. Allen Hynek, Philip Morrison ou encore Thornton Page ainsi que les membres de l'actuel GEIPAN. Un travail semblable sera également réalisé par le sous-comité ovni constitué au sein de l'AIAA par Kuettner. Également Richard F. Haines ou Paul R. Hill, spécialistes en aéronautique de la NASA, étudieront divers cas et publieront des ouvrages techniques sur le sujet. D'autres vont plus loin en estimant qu'une frange de cas inexpliqués pourrait être due à des visites extraterrestres et soutiennent l'hypothèse extraterrestre. On retrouve parmi eux des scientifiques comme Jean-Pierre Petit, Jean-Jacques Velasco.

### Systèmes de classification des observations

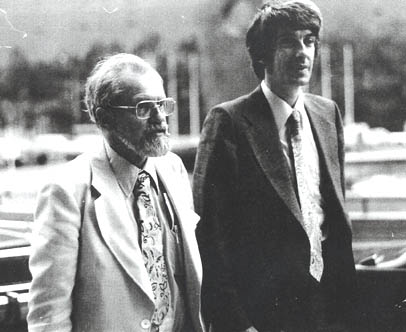
J. Allen Hynek et Jacques Vallée.

- Classification de Hynek : proposée en 1972 par J. Allen Hynek[33],[34], astronome et ufologue américain, et conseiller scientifique du projet Blue Book entre 1951 et 1969. Elle classifie les observations d'ovnis non imputables, après enquête, à un canular, une hallucination ou une méprise.
- Classification de Vallée : système de classification proposé par l'ufologue français Jacques Vallée[à développer].
- Classification sceptique : cette classification se base sur les conclusions du rapport Condon et du Projet Blue Book (en particulier : « Il n'existe aucune preuve que les O.V.N.I. encore « inexpliqués » représentent des créations technologiques ou des principes situés au-delà de notre connaissance scientifique actuelle »[35]). Les cas se classent en méprise, hallucination, épilepsie temporale causée ou non par un champ magnétique, arme volante non identifiée, canular, hystérie collective, etc.
- Classification de Michel Wautelet : la vague d'ovnis belges a incité ce physicien à proposer une classification se voulant plus conforme à la méthode scientifique. Il dénonce « l'amalgame entre des phénomènes qui, apparemment, n'ont en commun que le fait d'être inexpliqués »[36] et propose une classification des hypothèses.

### Recherche d'éléments probants
Certains ufologues essaient de rechercher des « éléments probants »[C'est-à-dire ?]. Selon les astrophysiciens Pierre Magain et Marc Rémy, ces éléments probants « après examen critique, s'effondrent les uns après les autres » et qu'il « ne restait rien, dans le dossier, qui indique un phénomène digne d'intérêt du point de vue physique ». Ils appuient leur argumentation sur les travaux du rapport Condon mais aussi de scientifiques ouverts et critiques qui ont constaté qu'il n'y avait que des confusions et des canulars.

#### Les échos radar

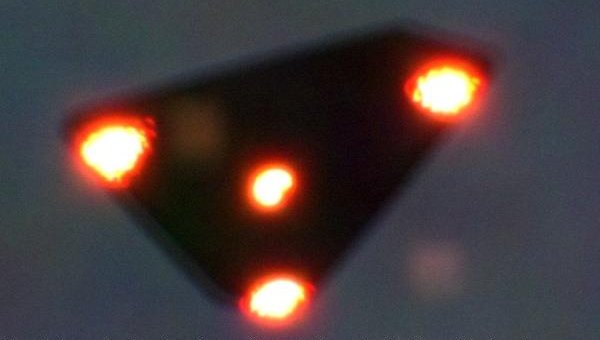
La photo d'un prétendu ovni lors de la vague de 1990. En 2011, son auteur avoue que c'est la photo d'un triangle en polystyrène avec quatre ampoules,.

##### Vague belge
La vague belge d'ovnis désigne une série d'observations d'ovnis qui ont eu lieu en Belgique de 1989 à 1991. En général, les témoins déclarent avoir observé une forme triangulaire aux angles arrondis, un éclairage identique (trois phares aux extrémités du triangle et un phare rouge au centre, pouvant se détacher et plonger vers le sol) et un déplacement sans ou avec très peu de bruit.
Cette vague est considérée par les sceptiques comme une contagion psychosociale (d'après la règle explicative générale des vagues d'ovnis proposée par Philip J. Klass).

##### Faux échos radars
En 1952, l'astronome américain Donald Menzel, expliquait le phénomène des faux échos radars par des bulles de convection.

##### Incident du Nimitz
L'incident du Nimitz, lors de laquelle des pilotes de la marine de guerre américaine ont vu, filmé et approché un ovni, découle à l'origine de la détection d'objets non identifiées par des radars de navires de guerre,.

### Controverses autour des observations en ufologie
Pour la plupart des scientifiques et certains auteurs spécialisés, certaines affaires d'ufologie hautement médiatisées sont dues à des charlatans ou des arnaqueurs[réf. nécessaire].

#### Le faux extraterrestre de Roswell

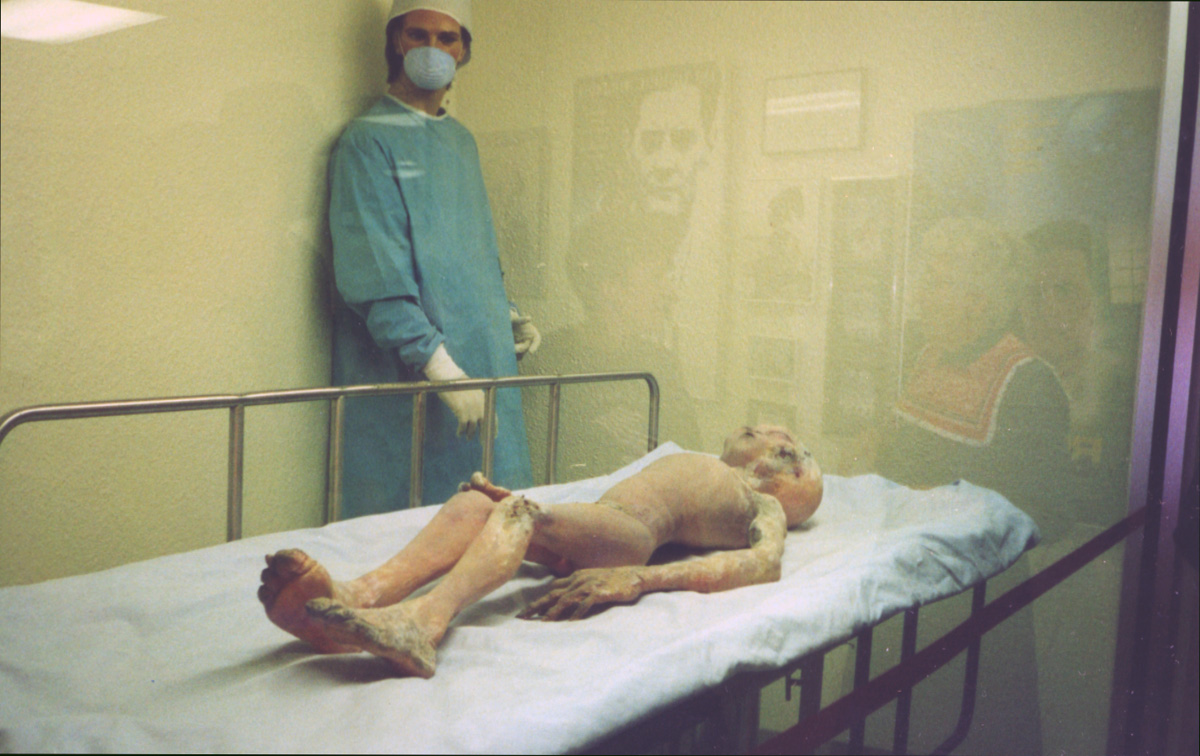
Fausse autopsie d'un faux « extraterrestre », au Roswell UFO Museum (États-Unis).

L'annonce médiatisée par VSD et TF1 de la diffusion des images de l'autopsie d'un « extraterrestre  », en rapport avec l'affaire de Roswell (dont l'explication jugée la plus probable par des scientifiques de la commission sénatoriale américaine est le lien avec les nacelles de forme hexagonale de ballons atmosphériques munis de capteurs destinés à détecter des explosions nucléaires soviétiques du projet Mogul) est au départ de ce qui peut être considéré comme une imposture.
Le sociologue Pierre Lagrange s'exprime ainsi dans Science et Vie : « Un manipulateur mercantile, Ray Santilli, a décidé d'exploiter la crédulité du public. Il relance une vieille affaire d'ovnis, le crash de Roswell, en vendant un film à sensation. Les médias apportent leur caution. Et pourtant aucun élément de cette affaire n'a résisté à notre enquête ».
Ray Santilli prétend avoir acheté le film à Jack Barnett, le prétendu réalisateur de l'armée américaine. Il donne à expertiser des amorces du film et non des images où l'on peut voir les mannequins en latex.
En 2005, Ray Santilli révèle la supercherie : il s'agit d'un trucage effectué par un spécialiste hollywoodien des effets spéciaux, John Humphreys.

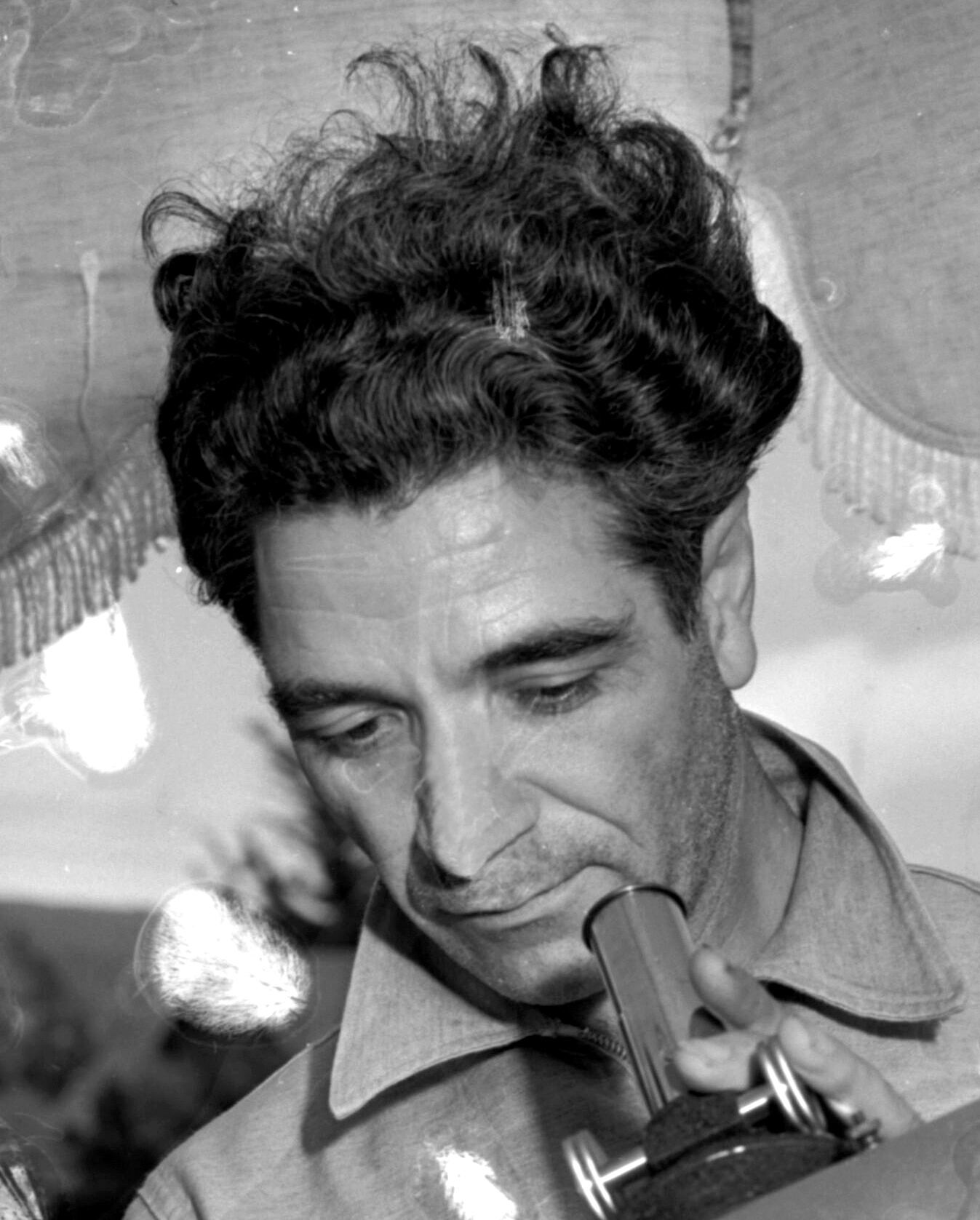
George Adamski.

#### L'affaire Adamski
Le 20 novembre 1952, George Adamski prétendit avoir rencontré le passager d'une soucoupe volante qu'il prit en photo le 13 décembre 1952. Il publia deux ouvrages à sensation (Flying Saucers Have Landed en 1953 et Inside The Space Ships en 1955). Il prétendit être allé sur Vénus, où l'air est irrespirable (cela n'était pas connu à l'époque, les sondes spatiales arrivant bien plus tard), et y avoir rencontré sa femme réincarnée. Le prétendu engin photographié était le dessus d'un « refroidisseur de boissons ». L'examen approfondi de la vie d'Adamski montre qu'il s'est très largement inspiré d'un récit de science-fiction dont il est l'auteur officiel mais qui est écrit par un nègre, Lucy McGinnis : Pioneers of Space: A Trip to the Moon, Mars, and Venus (1949).

#### Les ouvrages à sensation
À partir des années 1950, parurent de nombreux ouvrages pseudo-historiques à connotations sensationnelles. Présentant des idées qualifiées de très audacieuses par les historiens, leurs auteurs semblent avoir répondu à certaines angoisses du public. Il est raisonnable de penser qu'ils furent motivés par la gloire ou par l'argent, pour eux-mêmes ou leur association ufologique. Ces auteurs n'ont jamais écrit d'articles en histoire ni n'ont présenté de thèse sur le sujet. Les autorités universitaires sont en effet très sévères lorsqu'elles refusent une thèse pour cause d'incohérence ou d'idées farfelues. De nombreuses émissions de radio exploitent le même et juteux créneau, sans fondement scientifique, au cours des années 1970 (émission de John Nebel et Candy Jones sur WMCA dans les années 1970 consacrée aux ovnis et aux sciences paranormales, Jean-Claude Bourret et sa rubrique « dossier OVNI » dans l'émission de Claude Villers, etc.).

##### Exemples d’ouvrages à sensation réinterprétant  l’histoire
- Robert Charroux, Histoire inconnue des hommes depuis cent mille ans, éditions Robert Laffont, 1963.
- Erich von Däniken, Présence des extraterrestres, éditions Robert Laffont, 1969.
- Michel Bougard, La chronique des ovnis, éditions Jean-Pierre Delarge, 1974.
- Maurice Chatelain, Nos ancêtres venus du cosmos, 1975.

##### Exemple de traduction erronée
Dans « La chronique des ovnis », il est fait référence à un article de la revue Philosophical Transactions. La traduction est non seulement erronée mais en plus l'auteur ajoute des éléments qui ne s'y trouvent pas : « The Head » devient « La tête de cet étrange objet », l'auteur traduit « skyrocket » par « étoile filante » (qui se dit shooting star en anglais) pour faire éliminer par le témoin l'idée qu'il pourrait s'agir d'une étoile filante alors que le témoin décrit simplement l'arrivée dans l'atmosphère d'un météore,,.

### La position du monde universitaire
Selon Alain Lallemand, le monde universitaire a pendant longtemps peu prêté attention au sujet, situé en dehors de la recherche universitaire et considéré comme une pseudo-science. Il aurait ensuite commencé à s'y intéresser au nom de sa mission d'éducation de ses étudiants.
Dans un article de 2008 publié dans Political Theory (en), intitulé Sovereignty and the UFO (« La souveraineté et l'ovni »), les théoriciens des relations internationales Raymond Duvall (de) et Alexander Wendt affirment que la « science des ovnis » est « profondément marginalisée », bien que de nombreux scientifiques jugent le sujet digne d'intérêt,. Pour justifier cette dernière affirmation, ils citent un rapport de l'astronome Peter Sturrock portant sur un sondage anonyme de l'Union américaine d'astronomie qu'il a conduit en 1975, qui recense une forte majorité en faveur d'études scientifiques du sujet, parmi la moitié des astronomes qui ont répondu au sondage.

## Les théories spécifiques

### L'orthoténie
Théorie ufologique avancée par Aimé Michel en 1958 qui postule que, sur une courte période de l'ordre de 24 heures, les observations d'objets volants non identifiés (ovni) sont alignées, à la surface de la Terre, le long de grands cercles. En 1976, sa réfutation est définitive.

### Astroarchéologie et théorie des anciens astronautes
Dans l'Antiquité, les phénomènes météorologiques ou astronomiques étaient parfois interprétés comme des manifestations divines. L'exemple le plus connu est celui de l'empereur Constantin qui interpréta une rentrée de météore dans l'atmosphère comme un signe divin qui allait lui donner la victoire. Certains auteurs à sensation, recherchant la gloire ou la source de revenus, ont réinterprété des textes historiques et des objets archéologiques, sans soumettre leurs travaux à l'avis d'experts, et produit ainsi des travaux inédits en histoire et en archéologie. Après la publication de ces ouvrages, certains ufologues ont recherché la trace d'ovnis avant 1947.

#### Exemple de réinterprétation historique ou archéologique

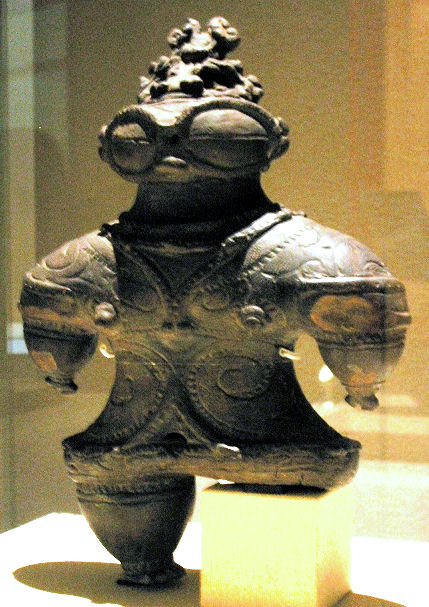
Statuette Dogū.

Les dogū sont considérés par les partisans de la théorie comme d'anciens astronautes ayant visité la Terre pendant la période Jōmon (du Xe millénaire av. J.-C. au IIIe siècle av. J.-C.) au Japon. La statuette montrerait selon eux une combinaison spatiale avec casque et lunettes. Pour les archéologues ces statuettes sont liées au culte de la fertilité et les grands yeux sont des lunettes de neige.
Frappés par la forme ambigüe du mot le plus usité pour désigner Dieu dans l'Ancien Testament, elohim, qui correspond à un pluriel en hébreu biblique, certains auteurs et nouveaux mouvements religieux y voient le signe de la pluralité du divin ou de ses formes et en concluent l'existence d'êtres portant en eux une part de ce divin, souvent nommés les « êtres de lumière » :
- Jean Sendy a ainsi émis la théorie que les onze premiers chapitres de la Genèse ne faisaient que rapporter maladroitement le souvenir du passage d'extraterrestres à la fin de la dernière glaciation de Würm[60]. Ses ouvrages ont sans doute été la source d'inspiration du gourou Claude Vorilhon (dit Raël), qui affirme avoir rencontré en 1973 et 1975 des extraterrestres nommés elohim, ce dont il fait la base des croyances de son Mouvement raëlien.
- Brinsley Le Poer Trench dans Le peuple du ciel (The Sky People) (1960) imagine que « Prométhée, Apollon, Hermès, les divinités égyptiennes et les « élohim » de la Bible étaient en fait des visiteurs venus du fond de l'espace »[61].
- Erich von Däniken développe, dans les années 1970, le même genre d'hypothèses[62].

### La propulsion MHD
Selon Jean-Pierre Petit, il serait possible de réaliser des aéronefs à propulsion magnétohydrodynamique (MHD) ne produisant pas de bang supersonique. Il prétend que ses travaux lui ont été inspirés par des lettres qu'il aurait reçues d'émissaires de la planète Ummo, présents sur Terre. Cependant, la planète Ummo et les lettres ummites s'avèrent être une supercherie poursuivie pendant vingt-cinq ans par José Luis Jordán Peña (ainsi que ce dernier l'a reconnu en 1992) et dénoncée dès 1977 par Claude Poher.
André Lausberg, chef de travaux à l'Institut d'astrophysique à l'université de Liège, reproche à Jean-Pierre Petit de prendre à témoin le grand public avec une bande dessinée plutôt que de défendre sa théorie devant ses pairs.
Auguste Meessen, professeur de physique émérite de l’Université Catholique de Louvain, a émis l'idée depuis 1973 du principe d’un système de propulsion électromagnétique pulsé (PEMP) qui pourrait rendre compte des observations collectées sur les ovnis,,,,,. Ce système requiert un champ magnétique oscillant d’une très grande intensité qui peut être produit par un nouveau type d’oscillateur dont il décrit le principe de fonctionnement. Celui-ci nécessite une surface supraconductrice qui aurait en même temps la propriété de protéger les passagers du champ magnétique intense.

## Classification des courants ufologiques
- Le courant Nuts and Bolts (« écrous et boulons ») : interprétation des observations dans laquelle les ovnis sont des engins inconnus, imaginés d'abord comme d'origine terrestre (engins secrets de l'armée américaine), puis comme soucoupes volantes extraterrestres (navettes rattachées à un engin interplanétaire en forme de grand cigare).[réf. nécessaire]
- Le courant des « contactés » : certains témoins déclarent avoir été enlevés ou contactés par des extraterrestres (voir Système de classification de Hynek). Ce sera le cas d'Adamski, Howard Menger (en), Daniel Fry (en), Billy Meier, George King. S'ils ont connu un certain succès dans les années 1950 à 1970, la réalité de leurs expériences n'a jamais été établie. Le Dr. Daniel Mavrakis a souligné que la majorité des contactés qu'il a eu l'occasion d'étudier présentaient des troubles psychiatriques patents, le plus souvent à type de délire paranoïaque[73],[74].
- Le courant spiritualiste : des mouvements contemporains comme celui des Raéliens et les débuts de la Scientologie sont fondés sur l'hypothèse extraterrestre. Le livre d'Urantia en contient également des mentions ainsi que la secte Heaven's Gate. Des parallèles ont été également faits avec certains récits de la Théosophie sur la multiplicité des mondes[75],[76].
- Le courant « astro-archéologique » : dans les années 1970, avec Erich von Däniken, se développe une sous-hypothèse de l'HET avançant que des visites extraterrestres auraient eu lieu dans le passé, et que l'on peut en trouver des traces aujourd'hui (motifs de Nazca, peintures rupestres et statuettes d'« anciens astronautes »). Les tenants de ce courant avancent des thèses extravagantes sur le plan historique et n'ont jamais publié de livres ou de thèses en histoire. À ce titre, ils sont considérés par le monde universitaire comme des charlatans (en ufologie).
- Le courant conspirationniste : certains courants extrêmes de l'ufologie avancent l'hypothèse qu'il existe des liens entre les ovnis, la recherche militaire et des intelligences extraterrestres ainsi qu'une théorie du complot rendue populaire par certaines séries américaines (X-Files, Les Envahisseurs, Taken, Roswell, etc.). En France, ces courants furent relayés par Jimmy Guieu.[réf. souhaitée]
- Après la sortie en 1977 du livre de Michel Monnerie, Et si les ovnis n'existaient pas, un nouveau courant apparut[77],[78], s'intéressant aux raisons qui poussaient des personnes à croire qu'elles avaient vu un engin extraterrestre. Ces « nouveaux ufologues » développèrent le modèle sociopsychologique du phénomène ovni.
- Après la remise en question des nouveaux ufologues, certains affichèrent ouvertement leur scepticisme. On trouve dans ce courant des auteurs comme Wim Van Utrecht, des associations comme le CNEGU (Comité nord est des groupes ufologiques) ou l'A.E.S.V. (Association d'étude sur les soucoupes volantes).[réf. nécessaire]
- Sous l'impulsion de l'ingénieur en aéronautique Philip J. Klass, certains auteurs s’appelant « démystificateurs » remirent à l'ordre du jour les conclusions du rapport Condon mais aussi l'analyse de Donald Menzel, à savoir que les ovnis, expliqués comme étant l'observation d'un engin extraterrestre, ne seraient qu'imaginaires.

Selon la philosophe Isabelle Stengers, l'opposition entre croyance et non-croyance est une singularité du phénomène ovni.

## Associations
De nombreuses associations à travers le monde s'intéressent aux ovnis. Elles sont généralement fondées par des amateurs. Les articles publiés dans certaines revues sont de qualité inégale. Par ordre chronologique d'apparition, les associations « historiques » sont les suivantes :
- 1951 : La Commission Ouranos, fondée par Marc Thirouin.
- 1952 : L'Aerial Phenomena Research Organization (en) (APRO), fondée par Coral Lorenzen aux États-Unis.
- 1955 : Le National Investigations Committee On Aerial Phenomena (NICAP), fondé par Townsend Brown.
- 1958 : Lumières dans la Nuit (LDLN), fondée par Raymond Veillith. À ses débuts simple revue, LDLN a donné naissance dans les années 1970 à un important réseau de délégués régionaux, d'enquêteurs et de groupements régionaux.
- 1962 : Le Groupe d'étude des phénomènes aériens (GEPA), fondé par un groupe d'ingénieurs, de militaires et d'enquêteurs français et présidé entre 1964 et 1970 par le général Lionel-Max Chassin. Première association ufologique scientifique française en date, elle a pu s'attacher la collaboration de Claude Poher (du CNES) et de Jean-Pierre Petit (du Centre national de la recherche scientifique). En 1977, elle prononça sa dissolution, le CNES ayant créé un organisme scientifique officiel d'étude des ovnis, le Groupe d'étude des phénomènes aérospatiaux non-identifiés (GEPAN).
- Milieu des années 1960 : Le Groupement pour l'Étude des Sciences d'Avant-Garde (GESAG), à Bruges (Belgique).
- 1969 : Le Mutual UFO Network (MUFON), à l'origine Midwest UFO Network, fondé par d'anciens membres de l'APRO aux États-Unis : c'est la principale organisation américaine d'enquête sur le phénomène ovni (3 000 membres en 2012).
- 1971 : La Société belge d'étude des phénomènes spatiaux (SOBEPS), à Bruxelles (Belgique). Le Cobeps lui succède.
- 1973 : Le Center for UFO Studies (CUFOS), association internationale de scientifiques fondée par l'astronome Josef Allen Hynek.
- 1976 : Le Committee for Skeptical Inquiry (anciennement « Committee for the Scientific Investigation of Claims of the Paranormal », ou CSICOP), organisation américaine fondée par le philosophe Paul Kurtz et qui se consacre à la critique des phénomènes « paranormaux » ou de disciplines qu'elle juge pseudo-scientifiques comme l'ufologie, la parapsychologie, la cryptozoologie ou encore l'homéopathie. Il s'agit d'une des organisations les plus importantes du mouvement sceptique contemporain, à côté de la The Skeptics Society. Il a compté parmi ses membres Carl Sagan, Isaac Asimov, James Randi et Martin Gardner. Il publie régulièrement un journal, le Skeptical Inquirer (« L'Enquêteur sceptique »). Une commission, qui comprend Robert Sheaffer (ou encore Philip J. Klass de son vivant), se penche sur le phénomène ovni.

Avec l'apparition de la Nouvelle Ufologie, un courant sceptique, les groupes ufologiques vont mettre en scène de nombreux débats opposant les différents courants. Les groupes des années 1980 sont marqués par ces débats.[réf. nécessaire]
- L'Association pour l'étude des soucoupes volantes (A.E.S.V.), qui publie la revue Ovni-Présence.
- Le Comité nord-est des groupes ufologiques (CNEGU), groupe francophone qui travaille dans une optique sceptique, plus particulièrement dans le cadre du modèle sociopsychologique.

Du fait de l'apparition d'internet, les groupes tels qu'ils existaient dans les années 1970, avec leur bulletin ou leur revue, ont laissé la place dans la plupart des cas à des sites ou des blogues en ligne.[réf. nécessaire] Les discussions ont été de plus en plus « contaminées » par des thèmes venus d'outre-Atlantique comme l'affaire de Roswell, déjà très présente à partir du début des années 1990.[non neutre]
- Les Repas ufologiques, association qui réunit au cours de repas des personnes intéressées par le sujet, des témoins d'observations, et fait venir des intervenants.
- La SOBEIPAN (Société belge d'études et d'informations sur les phénomènes aérospatiaux non identifiés), ASBL belge d'étude des phénomènes spatiaux fondée en 2011 par Gaëtan Bovy à la suite de la SOBEPS.
- Le Groupement d'études et de recherches ufologiques (GERU)[80], qui rassemble, pour les analyser, les témoignages lors d'enquêtes sur le terrain.
- 1996 : Le Comité pour des études approfondies (COMETA), auteur du rapport privé COMETA[81].
- La SIGMA, commission technique qui fait partie de l'Association aéronautique et astronautique de France (3AF) pour l'étude des phénomènes aéronautiques non identifiés[82].
- La Fédération européenne AiRPLANE (FEA), qui regroupe des scientifiques et des techniciens ainsi que des associations.
- L’Académie d'ufologie[83], qui réunit des scientifiques et des techniciens.
- 2001 : Le Phenix Project[84], association française qui étudie les ovnis sous l’angle de la propulsion. Un autre angle du Phenix Project est celui de l’astro-archéologie. Ce nouveau projet SETI a été discuté par l'association québécoise les Sceptiques du Québec[85].
- Décembre 2007 : le Comité belge d’étude des phénomènes spatiaux (COBEPS), qui a succédé à la SOBEPS (Société belge d'étude des phénomènes spatiaux, éditeur de la revue Inforespace), dont il a repris certaines activités sous la forme d'une association de fait[86].
- 2007 : UFO-Science[87], association française créée par Jean-Pierre Petit, et qui mène des travaux de recherche en magnétohydrodynamique, en spectroscopie et en biochimie.

## Personnalités notables et leurs apports
- Donald Menzel, astronome, expliqua les faux échos radars par un phénomène météorologique appelé bulles de convection.
- Bertrand Méheust, étudia la ressemblance entre les scénarios ovni et la science-fiction et nota l'antériorité de cette dernière.
- Philip J. Klass, ingénieur, expliqua de nombreux cas d'ovnis.
- Pierre Lagrange, sociologue, expliqua l'incident de Roswell par un phénomène de rumeurs.
- Steven M. Greer, médecin, ufologue qui fonda le projet Disclosure.